# Поляково
Поляко́во (рос. Поляково) — присілок в Кізнерському районі Удмуртії, Росія.
Населення становить 55 осіб (2010, 66 у 2002).
Національний склад (2002):
- удмурти — 68 %
- росіяни — 30 %

Урбаноніми:
- вулиці — Лісова